# Patrizia Di Patre
Patrizia Di Patre es una filóloga y crítica literaria ítaloecuatoriana, especializada en literatura y cultura medieval, renacentista y barroca de Europa y América. 

## Biografía
Doctora en letras por la Universidad de Florencia (1989) y doctora en filosofía por la Pontificia Università Urbaniana. Publicó en numerosas revistas de primera línea, tanto en filología como en hispanística.
Ha hecho contribuciones importantes a la literatura ecuatoriana temprana. Por ejemplo, ha explicado el origen de la icónica Virgen de Legarda.
Impartió seminarios en las siguientes universidades italianas: Católica de Milán, Estatal de Milán, Scuola Normale Superiore di Pisa, Macerata. Coordinó el I Congreso Andino de Estudios Dantescos (Quito, 4-6 de octubre de 2004), con el patrocinio de la Società Dantesca Italiana, bajo la presidencia del ilustre Francesco Mazzoni. Sus conferencias (algunas de las cuales magistrales) y participaciones en simposios internacionales alcanzan una cuota relevante.
Patrizia Di Patre es profesora de la Pontificia Universidad Católica del Ecuador, y ha colaborado también con la Escuela Politécnica Nacional y la Universidad Central del Ecuador.
Ha trabajado sobre el cursus de Dante y la Epístola XIII.

## Publicaciones
- Di Patre, Patrizia (2017). «Un ordine irrefutabile: Dante e il cursus». Dante : rivista internazionale di studi su Dante Alighieri.
- Di Patre, Patrizia (2015). «Literatura a latere del Setecientos ecuatoriano». Bulletin hispanique.
- Di Patre, Patrizia (2015). «Sancho elocuente, Sancho listo, Sancho sincero. Socialidad conturbadora en el Quijote». Anales cervantinos. doi:10.3989/anacervantinos.2015.
- Di Patre, Patrizia (2009). «Góngora, Jacinto de Evia y La Virgen del Panecillo en Quito». Anales de Literatura Hispanoamericana.
- Di Patre, Patrizia (2006). «Los pecados capitales en la corte: Antonio de Guevara y su Aviso de privados». Nueva Revista de Filología Hispánica.
- Di Patre, Patrizia (2011). «Un cursus geometrico? L’impalcatura nascosta della prosa ritmica dantesca nelle Epistole (I-XIII)». Deutsches Dante-Jahrbuch. doi:10.1515/dante-2011-0115.
- Di Patre, Patrizia (2013). «Le ragioni pitagoriche del cursus dantesco». Linguistica e letteratura.